# HMS Aid (1809)
HMS Aid («Ейд») — спочатку бриг класу «Черокі», а пізніше барк ВМС Великої Британії. Назва англійською означає «Допомога».
Збудований в 1809 році в Кінгс-Лінні, що у Норфолці. В 1817 році переобладнаний в барк для дослідницьких цілей. В 1821 році був перейменований в «Едвенчер» (Adventure — «Пригода»), а в 1853 році проданий для розібрання.